# أتراك عثمانيون

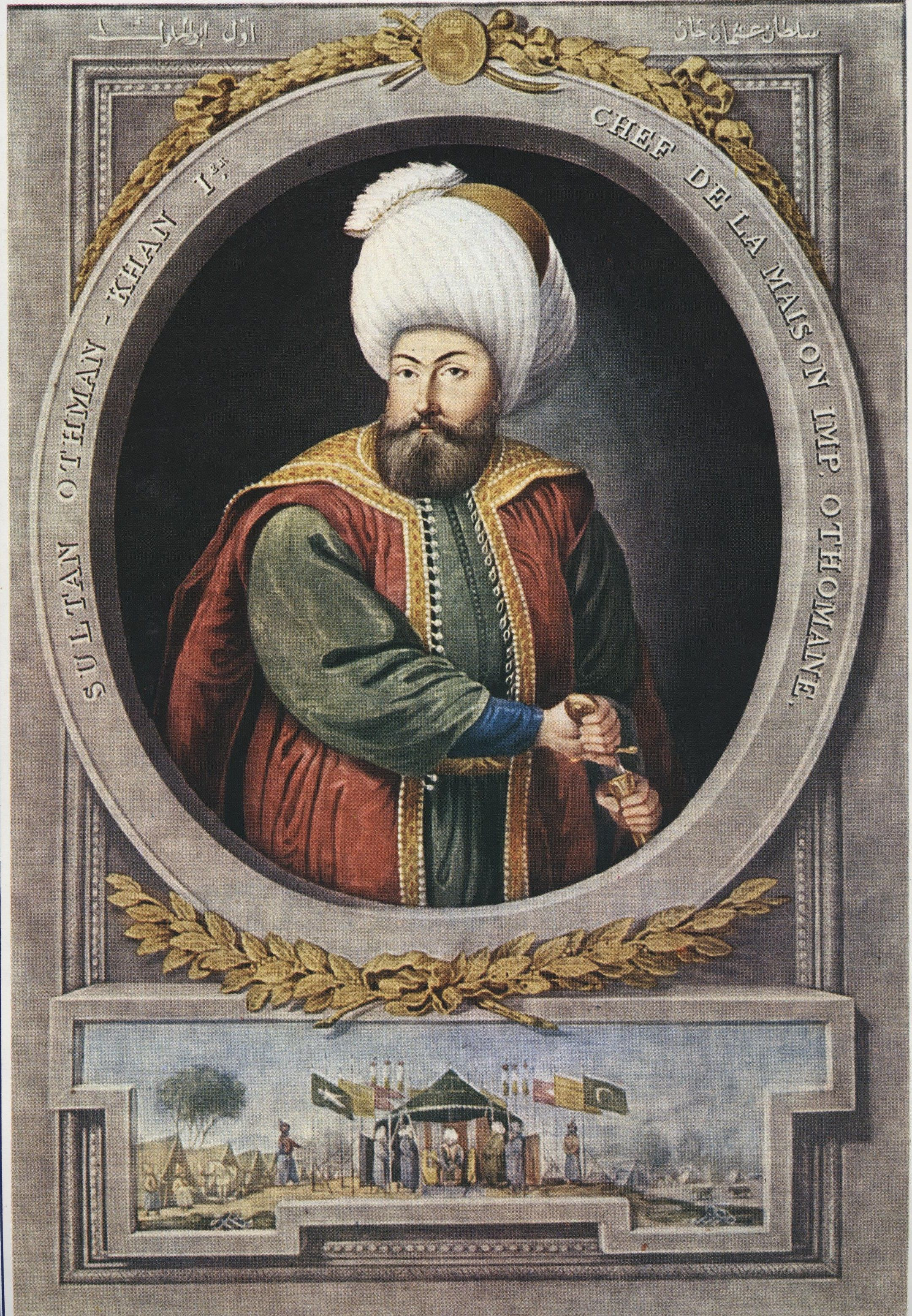

يُعرف الأتراك العثمانيون (بالتركية: Osmanlı Türkleri)‏ على أنهم السكان الناطقين باللغة التركية في الدولة العثمانية والذين شكلوا أساس الطبقات العسكرية والحاكمة للدولة. إن المعلومات الموثوقة حول التاريخ المبكر للأتراك العثمانيين شحيحة، ولكن يذكر أنهم أخذوا تسميتهم العثمانية نسبة إلى عثمان الأول (حكم خلال الأعوام 1299-1329) الذي أسس السلالة الحاكمة التي حكمت الدولة العثمانية طوال فترة وجودها التي دامت 624 عامًا. بعد التوسع الذي امتد إلى منطقة بيثينيا، بدأت الإمبراطورية العثمانية بدمج المسلمين الآخرين الناطقين باللغة التركية والمسيحين غير الأتراك ليصبحوا من الأتراك العثمانيين ومن الأتراك الموجودين في يومنا هذا. قام الأتراك العثمانيين بإغلاق جميع الطرق البرية المؤدية إلى أوروبا من خلال قيامهم بغزو مدينة القسطنطينية التي كانت عاصمة الإمبراطورية الرومانية البيزنطية الشرقية، مما دعى بالأوروبيين بإيجاد طرق أخرى للتجارة مع الدول الشرقية.

## تاريخ مبسط
عرف العثمانيون للمرة الأولى لدى الغرب في القرن الثالث عشر لدى هجرتهم من موطنهم في آسيا الوسطى غربًا إلى سلطنة الروم السلجوقية في الأناضول. أسس الأتراك العثمانيون منطقة بيليك في غرب الأناضول تحت حكم أرطغرل، التي كانت عاصمتها سوغوت في غرب الأناضول. أسس أرطغرل، زعيم قبيلة الكايي البدوية، إمارة في البداية كجزء من الإمبراطورية السلجوقية المنهارة. سعى ابنه عثمان إلى توسيع الإمارة؛ أطلق الأوربيون على النظام السياسي والشعب اسم «العثمانيين» على اسمه (العثمانيون «أوتومان» بالإنجليزية، هي تحريف لكلمة عثمان». وسع أورهان ابن عثمان نطاق ملكوته المتنامي إلى إمبراطورية، آخذًا من نيقية (إزيق اليوم)، وعابرًا الدردنيل في سنة 1362. كل القطع النقدية التي عثر عليها في سوغوت خلال القرنين الماضيين قبل أورهان حملت اسم الدولة الإلخانية (دولة مغول فارس). كان السلاجقة قابعين تحت سيطرة الدولة الإلخانية، ولاحقًا تحت سيطرة تيمورلنك. بزغت الإمبراطورية العثمانية مع استيلاء محمد الثاني على القسطنطينية، عاصمة الإمبراطورية البيزنطية الضامرة والمحمية جيدًا.
تولت الإمبراطورية العثمانية حكم العديد من دول البلقان، والقوقاز، والشرق الأوسط (باستثناء إيران)، وشمال أفريقيا على مدى عدة قرون من الزمان، في ظل جيش متقدم وقدرات بحرية متطورة. استمرت الإمبراطورية حتى نهاية الحرب العالمية الأولى، حين هزمها الحلفاء وانقسمت. بعد حرب الاستقلال التركية الناجحة التي انتهت باستعادة الحركة الوطنية التركية أغلب الأراضي التي خسروها لصالح الحلفاء، ألغت الحركة السلطنة العثمانية في الأول من نوفمبر سنة 1922، وأعلنت الجمهورية التركية في التاسع والعشرين من أكتوبر 1923. ألغت الحركة معاهدة سيفر، وتفاوضت على معاهدة لوزان (1923) الأكثر مواتاتًا، التي تضمنت الاعتراف بالحدود الوطنية التركية الحديثة، ويطلق عليها اليوم اسم «الميثاق الوطني».
ولم يكن كل العثمانيين مسلمين ولم يكن كل المسلمين العثمانيين أتراكًا، ولكن اعتبارًا من عام 1924، أصبح كل مواطن من الجمهورية التركية المؤسسة حديثًا يعتبر تركيًا. تنص المادة 88 من دستور عام 1924، التي تستند إلى دستور عام 1921، على أن اسم «ترك»، كمصطلح سياسي، يجب أن يفهم على أنه يشمل جميع مواطني الجمهورية التركية، دون تمييز أو إشارة إلى العرق أو الدين.

## الثقافة والفن
جاء فتح القسطنطينية ليعلن بداية حكم العثمانيين لإحدى أكثر الإمبراطوريات غنى، متصلة بالثقافات الإسلامية المزدهرة في ذلك الوقت، وعند مفترق طرق التجارة إلى أوروبا. أحدث العثمانيون تطورات كبرى في علوم الخط والكتابة والقانون والهندسة المعمارية والعلوم العسكرية، وأصبحوا بذلك معيارًا في الازدهار.

### فن الخط
لكون الإسلام دينًا توحيديًا يركز كثيرًا على تعلم النص الأساسي للقرآن، وميل الثقافة الإسلامية تاريخيًا إلى ثني الناس عن الفن المجازي أو حتى تحريمه، أصبح فن الخط من الفنون الأولى في الإمبراطورية.
جاء التغيير الكبير التالي في الخط العثماني من أسلوب حافظ عثمان (1642-1698)، الذي وجد أسلوبه البليغ والمبسط حظوة لدى إمبراطورية في ذروة مساحتها الإقليمية وأعبائها الحكومية.
وضع مصطفى راكيم (1757-1826) أسلوب فن الخط اللاحق، امتدادًا وإصلاحًا لأسلوب عثمان، مع التركيز بشكل أكبر على الكمال الفني، الذي وسع فن الخط ليشمل خط الثلث، فضلًا عن خط النسخ.

### الشعر
شمل الشعر العثماني قصائد طويلة ولكنه معروف أكثر بأشكال أقصر مثل شعر الغزل. مثلًا، يذكر الشاعر الملحمي أحمدي (1412) بقصيدته «الإسكندر الأكبر». كتب الشاعر المعاصر له «شيخي» أبياتًا عن الحب والرومانسية. أنتج يازجي أوغلو ملحمة دينية عن حياة محمد، مستندًا إلى التقدم النمطي للجيل السابق وأشكال أحمدي الملحمية.